# Râul Strâmba, Nădrag
Râul Strâmba este un curs de apă afluent al râului Valea Cornetului

## Hărți
- Harta munții Poiana Rusca  Arhivat în 12 martie 2010, la Wayback Machine.
- Harta județul Timiș